# Hans Moltkau
Hans Moltkau (* 30. Juli 1911 in Magdeburg; † 24. Mai 1994 in Rottach-Egern) war ein deutscher Dirigent und Komponist.

## Leben
Moltkau erhielt ab seinem fünften Lebensjahr Klavierunterricht; später lernte er auch Violoncello. Er besuchte ein Humanistisches Gymnasium in seiner Heimatstadt. 
Nach dem Abitur (1929) begann er ein Studium an der Hochschule für Musik Berlin in Berlin-Charlottenburg. Zu seinen Lehrern dort gehörten Emanuel Feuermann (Cello), Enrico Mainardi (Cello), Curt Sachs (Instrumentenkunde, Kirchen- und Schulmusik) und Paul Juon (Komposition). Von 1930 bis 1933 folgte ein Studium der Schulmusik an der Hochschule für Musik Köln; dort waren Felix Oberborbeck (Schulmusik), Heinrich Lemacher (Komposition, Theorie und Musikgeschichte) und Walter Braunfels (Komposition) seine Lehrer. Parallel studierte Moltkau an der Universität zu Köln Geschichte und Philosophie. 1933 folgten weitere Studien im Fach Dirigieren, wieder an der Hochschule für Musik Berlin. 1933 legte Moltkau das Staatsexamen für das Lehramt an höheren Schulen ab; 1934 folgte die Kapellmeister-Prüfung. 
Sein erstes Theaterengagement erhielt er 1934 als Kapellmeister und Solorepetitor am Stadttheater Saarbrücken. Weitere Engagements hatte er am Staatstheater Oldenburg (ab 1936, als Opern- und Operettenkapellmeister), am Stadttheater Plauen (ab 1937, als Erster Kapellmeister und Kurkapellmeister in Bad Elster) und am Landestheater Innsbruck (ab 1941, als Erster Kapellmeister). 1943 wurde Moltkau zum Militärdienst eingezogen.
Von 1945 bis 1959 war er – bis zur Auflösung im Jahr 1959 – Leiter des von ihm mitbegründeten Vorarlberger Funkorchesters mit Sitz in Dornbirn. Moltkau dirigierte beim Vorarlberger Funkorchester Opern, die klassischen sinfonischen Werke der Musikliteratur, immer wieder aber auch Werke und Uraufführungen zeitgenössischer Komponisten. 1946 war er Mitbegründer der Bregenzer Festspiele. In den Jahren 1948 bis 1958 war Moltkau im Rahmen der Bregenzer Festspiele für die Serenadenkonzerte in der historischen Bregenzer Oberstadt verantwortlich; diese Konzerte dirigierte er fast ausschließlich selbst. Als Gast dirigierte er unter anderem die Wiener Symphoniker, das Tonkünstler-Orchester Niederösterreich, die Stuttgarter Philharmoniker und zahlreiche weitere Rundfunkorchester.
1960 wurde Moltkau Programmgestalter und Dirigent beim Bayerischen Rundfunk in München. Dort nahm er hauptsächlich Operetten auf. Im November 1962 dirigierte Moltkau dort zahlreiche Operettenaufnahmen, die mit Fritz Wunderlich und dem Bayerischen Staatsorchester für die EMI eingespielt wurden. Es entstanden Aufnahmen mit Liedern aus den Operetten Die große Sünderin, Die Zirkusprinzessin, Gräfin Mariza, Giuditta und Die Rose von Stambul. Von 1963 bis 1971 war er Redakteur und Leiter der Musikabteilung des ZDF in Mainz. 
Als Komponist trat Moltkau mit Liedern und gehobener Unterhaltungsmusik für Orchester hervor; sein bekanntestes Lied ist Mutter, ich danke dir.
1982 wurde er mit dem Großen Verdienstzeichen des Landes Vorarlberg ausgezeichnet. Der Nachlass von Hans Moltkau wird in der Stadtbibliothek Feldkirch aufbewahrt.